# Háj (Stará Voda)
Háj (německy Grafengrün) je zaniklá vesnice na území obce Stará Voda, v k. ú. Háj u Staré Vody v okrese Cheb v Karlovarském kraji. Vesnice stála asi 2,5 km jižně od Vysoké při cestě na Dyleň při hranici Českého lesa a Podčeskoleské pahorkatiny.

## Historie
Vesnice vznikla při Kosovém potoce potoce. Z map z roku 1742 zde stávala továrna na tabulové sklo (německy Tafel-Glasfabrik), od roku 1845–1846 uváděná jako Obrigkeitliche Glasfabrik Viktorthal. Při vesnici stával panský vápencový lom s vápennou pecí. Kvalitnější vápenec sloužil k výrobě vápna, méně kvalitní jako stavební materiál. Pecí na pálení bylo hned několik. První pecí bylo stavení čp. 3, které později sloužilo jako fořtovna. Další pec stávala necelých 500 m od první, a to přímo v místě těžby. Necelých 100 metrů od zaniklé pece stojí objekt bývalé fořtovny čp. 58, která nahradila zanikající fořtovnu. Technicky nejlépe vybavená pec, přímo pod místem těžby, stávala asi 400 metrů severovýchodně od fořtovny čp. 58. Vápno se zde vyrábělo stejně tak dlouho jako sklo. Ves patřila pod tehdejší obec Vysoká, kam chodili obyvatelé do kostela Narození Jana Křtitele.
V roce 1860 zde Metternichové zřídili školu. Školu řídil v letech 1929–1945 Wilhelm Schön.
Po druhé světové válce postihl vesnici odsun německého obyvatelstva a po válce se předpokládalo, že vesnice bude osídlena českými přistěhovalci, ale obec v blízkosti hraničního pásma se už nedosídlila. Hájenka v čp. 59 byla obsazena vojáky a počátkem 80. let již byla neobyvatelná. Ve vesnici zůstaly pouze objekty sloužící k rekreaci.

## Obyvatelstvo
Při sčítání lidu v roce 1921 zde žilo 310 obyvatel, z toho 11 Čechoslováků, 297 Němců a dva cizozemci. Všichni obyvatelé se hlásili k římskokatolické církvi.
| Rok            | 1869 | 1880 | 1890 | 1900 | 1910 | 1921 | 1930 | 1950 | 1961 | 1970 | 1980 | 1991 | 2001 | 2011 |
| -------------- | ---- | ---- | ---- | ---- | ---- | ---- | ---- | ---- | ---- | ---- | ---- | ---- | ---- | ---- |
| Počet obyvatel | 411  | 445  | 365  | 327  | 299  | 310  | 263  | 21   | –    | –    | –    | –    | –    | –    |
| Počet domů     | 54   | 54   | 55   | 56   | 56   | 57   | 60   | 56   | –    | –    | –    | –    | –    | –    |

## Obecní správa
Háj byl roku 1869 pod názvem Grafengrünn osadou obce Maiersgrün (Vysoká) v okrese Planá, v letech 1880–1890 pod názvem Grafengrün osadou obce Maiersgrün, v letech 1900–1930 pod názvem Grafengrün obcí v okrese Mariánské Lázně, v roce 1950 osadou obce Vysoká v okrese Mariánské Lázně. V dalších letech se jako osada neuvádí, stala se součástí obce Stará Voda v okrese Cheb.

## Zajímavosti
Na konci 90. let 20. století byly objeveny zajímavé krasové jevy. Voda malého potůčku vtéká pod obrovský balvan a mizí v podzemí. Doposud se ale nikomu nepodařilo objevit místo, kde vytéká zpět na povrch. Městský úřad Mariánské Lázně vyhlásil území jako významný krajinný prvek.
Při zaniklé obci byla vyhlášena čtveřice památných stromů javorů mléčů pod názvem Javory u obrázku. Z nich přežívá jediný strom, tři stromy zanikly, právní ochrana ostatních byla zrušena.
U stromu stojí bývalá kulturní památka Steinmüllerův kříž.